# Зуївський енергомеханічний завод
ТОВ «ЗЕМЗ» — підприємство з випуску мостових, козлових та важких промислових баштових кранів спецпризначення. Розташований у м. Зугрес.
Основна спеціалізація заводу — виробництво підйомно-транспортної техніки, автогідропідйомників, великих металоконструкцій та випуск нестандартного обладнання.
Підприємство займається виробництвом:
- важких кранів для атомної та гідроенергетики, промислово-цивільного будівництва;
- кранового обладнання для портів;
- великих металоконструкцій;
- обладнання для гірничо-металургійної та коксохімічної галузей.

Завод в епоху СРСР забезпечував своїми будівельними кранами та підйомними механізмами всі найбільші об'єкти країни: (гідроелектростанції, меткомбінати, машинобудівні підприємства). Крім того, удосконалені за допомогою електроніки світових виробників (наприклад, Siemens). Донецькі крани беруть участь у великому будівництві, наприклад гребель, в Індії, Мексиці, В'єтнамі та інших країнах.
Партнерами заводу є ВАТ «Укргідроенерго», РУП «Мінський тракторний завод», ТОВ «Союз заводів важкого машинобудування», ТОВ «Чехівський завод Гідросталь».

## Історія підприємства

### Радянська епоха
Історія заводу розпочалася із січня 1945 року з Постанови Державного Комітету Оборони СРСР про утворення Зуївського ливарно-механічного заводу. Замовником будівництва було Міністерство енергетики та електрифікації СРСР. Підприємство введено в дію в 1946 році як виробнича база запчастин і обладнання для теплових і гідроелектростанцій, що будуються і діють. Надалі завод та його сфери діяльності лише розширювалися.
Освоювалася нова продукція:

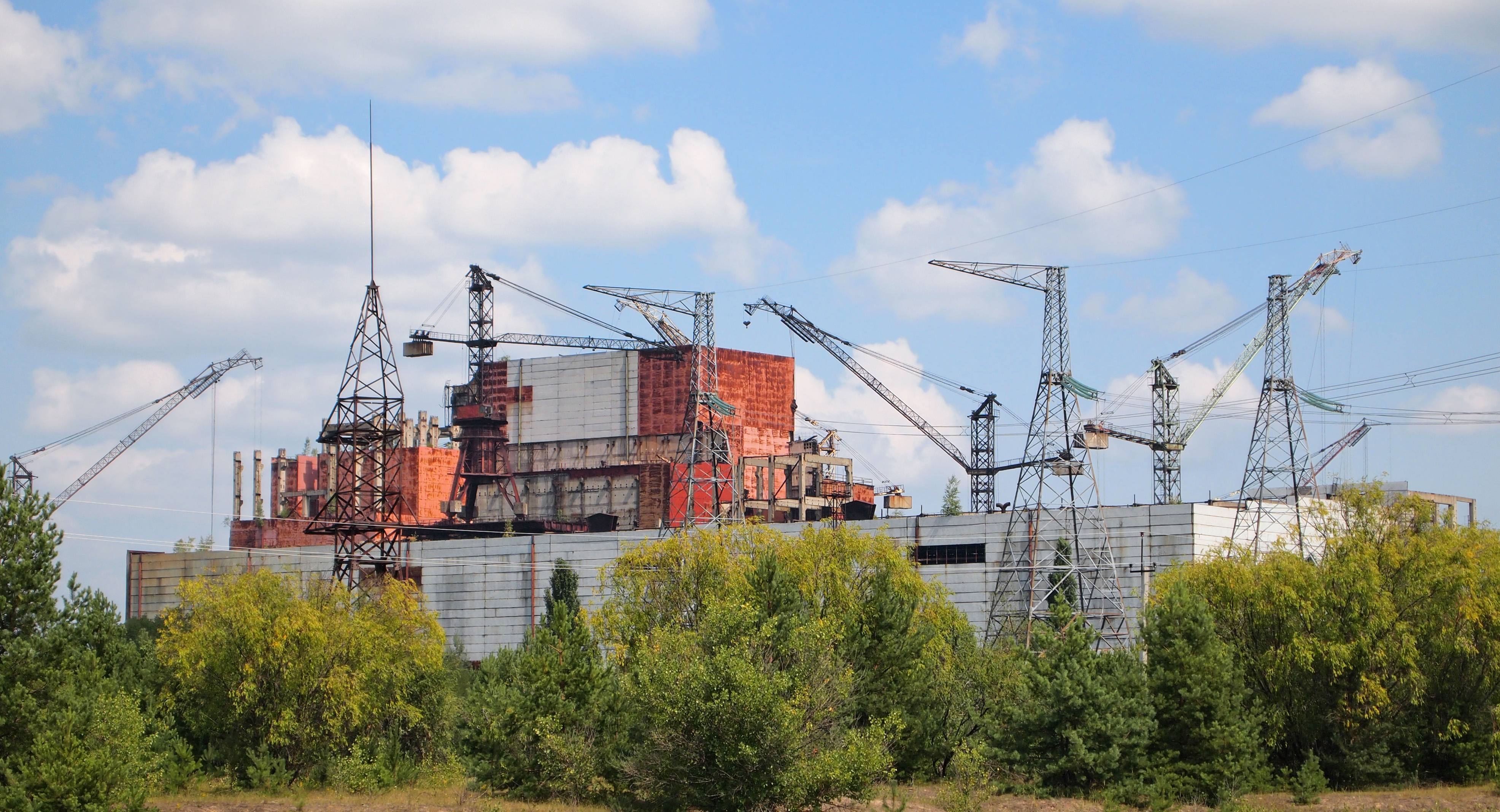
Крани БК-1000 та СКР-2200 на ЧАЕС, 2013

- Перші мостові крани вантажопідйомністю 75 т завод почав виробляти з 1953 року. У 1956 році заводом освоєно випуск телескопічних вишок, у 1959 — вагоноперекидачів.
- Починаючи з 1961 року, ЗЕМЗ виробляє баштові крани для промислового будівництва марки БК-1000, що мають вантажопідйомність 63 т.
- Перший кран на гусеничному ходу вантажопідйомністю 100 т марки МКГ-100 вироблений у ювілейному 1965 році. Випуск козлових кранів вантажопідйомністю від 20 до 25 т завод освоїв через 4 роки, в 1969 році.
- У 1971 році заводу присвоєно нинішню назву — 'Зуївський енергомеханічний завод', коли до складу ЗЕМЗ були включені нові потужності заводу металоконструкцій у складі кількох цехів. Потужності нових цехів склали близько 100000 т металоконструкцій щороку. Зі збільшенням потужностей, завод зміг будувати важкі крани та виготовляти металоконструкції для них. Починаючи з цього року освоєно виробництво металоконструкцій мостових кранів, вантажопідйомність яких понад 100 т.
- Починаючи з 1972 року колективом заводу розпочато виробництво баштових кранів серії КБ-160 (вантажопідйомністю від 8 до 10 т) для зведення житлових, адміністративних, промислових будівель та споруд, а також елеваторів. У 1974 освоєно виробництво бетононасосів моделі БН80-20М1 із довжиною стріли від 20 до 31 м, а в 1977 — перші гідравлічні підйомники.
- У зв'язку з зростанням промислового будівництва та прийняттям нового великоблочного способу монтажу у 1976 році з'явилася перша серія кранів нового типу (скор. Стрілові крани рейкові) — СКР-2200, що мають вантажопідйомність 75 т. Через два роки, в 1978, ряд кранів СКР доповнився моделлю кранів СКР-3500, які мають висоту підйому вантажу до 140 м і вантажопідйомністю 100 т.
- Також із 1976 випускався баштовий кран для гідротехнічного будівництва КБГС-1000 (вантажопідйомність 50 т). В епоху СРСР завод випускав в основному продукцію для енергетики, а також для інших сфер та галузей народного господарства.
- История городов и сёл. Зугрэс. о заводе:  У Зугресі працює Зуївський енергомеханічний завод. Номенклатурний перелік продукції цього колективу складається з 35 найменувань високопродуктивних будівельних машин і механізмів, починаючи зі 100-тонних монтажних кранів на гусеничному ходу і закінчуючи бурильними установками Буліз-15, а також майже з 6 тис. найменувань запасних частин для всіх видів електростанцій, об'єктів, будівельних машин та підйомно-транспортного обладнання. Продукція заводу тричі демонструвалася на ВДНГ СРСР[2] і один раз — на міжнародному ярмарку, де було удостоєно дипломом першого та трьох дипломів третього ступеня. У 1974—1975 рр. козловий кран КК-20-32 та телескопічна вежа ТВ-26Е удостоєні державного Знака якості.

### Сучасна історія
Після розпаду СРСР 90-ті роки завод було приватизовано. З урахуванням специфіки своєї продукції, на відміну багатьох інших підприємств колишнього СРСР, ЗЕМЗ подолав кризи 90-х і постачає продукцію до країн СНД. Наразі завод розвивається та виробляє вантажопідйомну техніку, обладнання для гірничо-металургійного комплексу, коксохімічної галузі. Майже щороку освоюється нова продукція:
- мостові крани для металургійної промисловості з 2000 року.
- судно-навантажувальні комплекси продуктивністю до 1200 т/год — з 2001 року.
- будівельні баштові крани нового покоління — з 2002 року.
- спеціальні крани для гідротехнічних споруд — з 2003 року.
- підйомники марки УСГК — установка сухого гасіння коксу (на замовлення Алчевського коксохімічного комбінату) — у 2006 році.
- електровози коксові — з 2006 року.
- надважкі крани, вантажопідйомністю до 900 т — з 2007 року.

## Власники
Власниками Зуївського енергомеханічного заводу є Владислав Дрегер та Сергій Білогородський.

## Показники виробництва
Усього за 65-річну історію ЗЕМЗ, заводом було вироблено:
- стрілових кранів рейкових (тип СКР) та кранів на гусеничному ходу — 183 шт.
- баштових кранів — понад 1250 шт.
- вагоноперекидачів — 260 шт.
- мостових та козлових кранів — близько 3900 шт.